# Стреєнсас
Стреєнсас (нід. Strijensas) — село в нідерландській провінції Південна Голландія. Входить до муніципалітету Гуксе-Вард.
Перша згадка про населений пункт датується 1617 роком. Наразі у ньому нараховується близько 180 будинків.
Між 1817 і 1855 роками мало статус окремого муніципалітету.